# Ateliers et Chantiers de la Manche
Les Ateliers et Chantiers de la Manche sont une entreprise de construction navale située à Dieppe dans le département français de la Seine-Maritime en région Normandie.

## Histoire
Historiquement basés à Dieppe, les ACM ont aussi eu des sites de construction à Saint-Malo.
Cette société a été radiée du registre du commerce le 6 juillet 2010.